# Manis Lamond
Manis Lamond (Tubuseria, 14 settembre 1966) è un ex calciatore papuano, di ruolo attaccante.

## Carriera

### Club
Ha giocato nella massima serie australiana e singaporiana.

### Nazionale
Nel 1996 ha giocato 2 partite con la Nazionale papuana.